# Гавриил Белостокский
Гаврии́л Белосто́кский, или Гаврии́л Заблу́довский (настоящее имя Гаврии́л Петро́вич Говдель; 22 марта (1 апреля) 1684 — 20 (30) апреля 1690) — православный святой, мученик, согласно представлениям, распространённым среди верующих православной церкви, замученный иудеями. Память в православной церкви совершается 20 апреля (3 мая).
Почитание Гавриила Белостокского подвергается критике как пример кровавого навета на евреев и пропаганды антисемитизма. Неизвестно никаких архивных материалов по истории Гавриила. Предполагается, что легенда о Гаврииле не имеет реальной основы и была сконструирована в 1720-х годах после нахождения мощей.

## Жизнеописание Гавриила Белостокского по церковным источникам

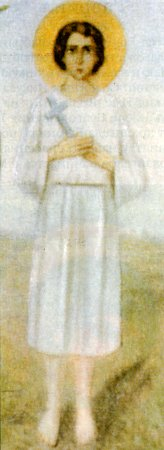
Гавриил Белостокский. Фрагмент росписи Жировицкого монастыря. XIX век

В изданной в 1815 году 6-й части «Истории российской иерархии» архимандрит Амвросий (Орнатский) (будущий епископ Пензенский и Саратовский) со ссылкой на монастырские записки Слуцкого Свято-Троицкого монастыря сообщал, что Гавриил родился в 1684 году в селе Зверки близ города Заблудова, а в 1690 году был похищен «жидом Арендаром» из того же села, замучен и выброшен в поле на съедение птицам. Родители Гавриила отыскали тело и погребли его в Заблудовском монастыре. Через 30 лет мощи были обретены целыми и поставлены в церковный погреб, а 9 мая 1775 года мощи нетленные были из Заблудова перенесены в Слуцкий монастырь архимандритом указанного монастыря Михаилом Казачинским. Почти в таком же виде история о похищении и убийстве Гавриила Белостокского «жидом-арендатором» пересказана в «Словаре историческом о святых, прославленных в Российской Церкви, и о некоторых подвижниках благочестия, местно чтимых» (Санкт-Петербург, 1862).
В статье Ярослава Харкевича и Валерия Черепицы в Православной энциклопедии, изданной в 2005 году, говорится, что родители Гавриила отыскали тело и погребли его на кладбище в родном селе. Мученическая смерть Гавриила стала предметом судебного разбирательства, результаты дела были записаны в «книгах правных магдебургии Заблудовской». Во время эпидемии в 1720 году местные жители старались хоронить умерших детей рядом с могилой Гавриила. По легенде во время одних из таких похорон случайно задели гроб Гавриила и обнаружили его нетленные мощи. Их перенесли в крипту Зверковской церкви. В 1746 году церковь сгорела, но мощи Гавриила остались невредимыми. Обгорела только ручка ребёнка, в том же году мощи перенесли в Заблудовский Успенский монастырь, после перенесения мощей ручка ребёнка чудесно зажила и покрылась кожей. В 1755 году мощи из Заблудова были перенесены в Слуцкий монастырь.
В изданной в 1913 году и приписываемой Владимиру Далю брошюре «Записка о ритуальных убийствах» сообщается, что в «Минской губернии, у Слуцка, в Свято-троицком монастыре, почиют мощи младенца Гавриила, замученного в 1690 году жидами. В надписи рассказаны все подробности этого происшествия; злодейство совершено в Белостоке, труп найден в густом хлебе, с обычными в сих случаях знаками. Собаки открыли лаем своим тело младенца, признанного впоследствии местным угодником. В честь ему сложены молебные песни, известные под названием тропаря и кондака. Еврей, арендатор Шутка, был главный убийца. О судебном производстве по сему делу памятников не осталось из-за пожаров».
На официальном портале Белорусского экзархата Русской православной церкви, а также в статье Я. Харкевича и В. Н. Черепицы в Православной энциклопедии биография Гавриила приводится с рядом других подробностей. Сообщается, что Гавриил родился 22 марта (2 апреля) 1684 года в селе Зверки, близ городка Заблудова под Белостоком (Речь Посполитая, ныне — Польша) в семье православных крестьян Петра и Анастасии Говдель. 11 апреля 1690 года, в то время, как мать ребёнка носила обед в поле его отцу, оставшийся без присмотра шестилетний мальчик исчез, а несколько дней спустя был обнаружен мёртвым в поле. Во время отсутствия родителей местный еврей-арендатор, «член изуверской иудаистской секты» Шутко, приласкав ребёнка, увёз его с собой в Белосток, где (в ряде версий, совместно с другими местными иудеями) девять дней подвергал мальчика ритуальным истязаниям, имитирующим страсти Христовы: пригвоздил за руки и за ноги к стене и проколол бок, выпустив таким образом кровь. После смерти ребёнка его тело было выброшено истязателями в поле. Бродячие собаки не только не набросились на тело, но и в течение трёх дней отгоняли от него птиц. Гавриил был похоронен около кладбищенской церкви в Зверках. Мученическая кончина его произошла 20 апреля (по юлианскому календарю) и празднуется сейчас 3 мая. Тридцать лет спустя, в 1720 году, во время очередного погребения был случайно задет гроб Гавриила и было обнаружено, что тело его не истлело. Это известие разнеслось среди православных и усилило почитание мученика. Мощи перенесли в церковную крипту в селе Зверки. В 1746 году эта церковь сгорела, но мощи Гавриила уцелели.
В четырёх изданиях (1862, 1865, 1882, 2008) книги Филарета (Гумилевского) «Русские святые, чтимые всей церковью или местно» помещено «Страдание Гавриила младенца», в них, в книге Димитрия (Самбикина) «Месяцеслов святых, всей Русской церковью или местно чтимых и указатель празднеств в честь икон Божией Матери и св. угодников Божиих в нашем отечестве» (1898) и на официальном портале Белорусского экзархата утверждается, что дело «об убиении отрока Гавриила» разбиралось в суде Заблудова, и преступники понесли заслуженное наказание: «О сем кто хощет пространно ведати, отсылаем до книг правных магдебургии Заблудовския, говорит старинная записка».
В 1919 году советский юрист И. Н. Шпицберг писал о том, что «Правные (то есть метрические) книги Заблудовския магдебургии», на которые делается ссылка в «Житиях святых», не сохранились, и сама личность Гавриила и обстоятельства процесса делаются мифическими.

## История канонизации

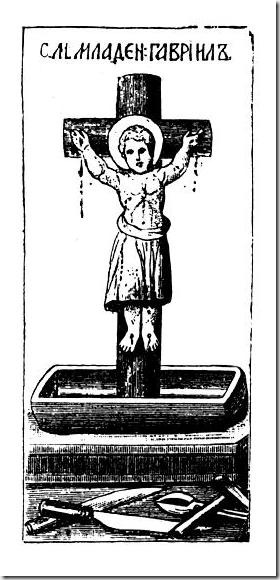
Гавриил Слуцкий (Белостокский). Иллюстрация Фёдора Солнцева к сочинению
Филарета (Гумилевского) «Русские святые, чтимые всей Церковью или местно: Опыт описания жизни их». 1885 год.

В 1755 году мощи святого были перенесены крестным ходом в Слуцкий Свято-Троицкий монастырь. Гроб с телом Гавриила лежал открытым, тело было исколото. К раке была прикреплена табличка: «Мощи младенца Гавриила Гавделюченко из села Зверки графства Заблудовскаго, рождённаго 1684 года марта 22 дня, а замученнаго от жидов в Белом Стоку 1690 года апреля 20 дня. О сем, кто хощет пространнее ведати, отсылается до книг правных Магдебургии Слуцкой. 1755 года мая 9 дня, за благополучным княжением сиятельнейшаго князя Иеронима».
Различные авторы о канонизации Гавриила сообщают противоположные сведения. В статье Я. Харкевича и В. Н. Черепицы в Православной энциклопедии говорится, что Гавриила канонизировала в 1820 году РПЦ. На официальном сайте Белостокского собора Николая Чудотворца, в котором ныне хранятся мощи Гавриила, без указания первоисточников и ссылок говорится, что в 1820 году в столетие открытия мощей мученик Гавриил был причислен к лику святых, акт канонизации объявил патриарх Константинопольский Григорий V. Историк Русской церкви Евгений Голубинский в фундаментальном труде «История канонизации святых в Русской Церкви» (1903) пишет, что никакой официальной канонизации от имени Святейшего синода младенца Гавриила не было даже как местночтимого святого. Исследования Голубинского об отсутствии канонизации Святейшим синодом Гавриила подтверждает член Святейшего синода с 1819 года, митрополит Московский Филарет (Дроздов). В одном из своих сочинений, написанном в 1820-х годах по поводу внесения Гавриила в «Словарь исторический о святых угодниках православной российской Церкви», на основании показания «Истории Иерархии» Филарет пишет, что «ни сия история, ни церковный погреб (о котором упоминалось при рассказе об обретении мощей Гавриила), ни архимандрит Казачинский не имеют права причитать к лику святых».
Гавриил почитался отдельными горожанами Слуцка и отдельными людьми близлежащих поселений. В собственно России Гавриил был долгое время совершенно неизвестен. Голубинский в монографии «История канонизации святых в Русской Церкви» поместил имя Гавриила в «Список усопших, на самом деле почитаемых». Богослов и историк Филарет (Гумилевский), архиепископ Черниговский в труде «Русские святые, чтимые всей Церковью или местно: Опыт описания жизни их», изданном в 1865 году, под датой 20 апреля поместил житие Гавриила, в нём он написал: «Жид Щутко — арендатор Зверков, приласкал к себе дитя, завел в свой дом и увез его в Белый Сток; здесь сбежавшиеся жиды мучили отрока без милосердия. Внеся его в темное место распяли и пустили из боку кровь, потом кололи его разными инструментами, пока не выпустили всей крови, а мертвое тело бросили в поле. Псы три дня бегали около тела и лаем отгоняли от него хищных птиц. По тому же лаю нашли замученное тело и представили в Заблудово. По ране в боку и другим признакам очевидно было, что кровь выпущена из отрока изуверством жидовски и страдальческая смерть невинного отрока тогда же записана в местную книгу Заблудова; жиды судебно уличены в преступлении; тело предано земле». Филарет (Гумилевский) в книге цитирует старинные польские стихи архимандрита Михаила Козачинского. Живописец и историк искусства Фёдор Солнцев создал иконографическое изображение Гавриила к книге Филарета. На большом кресте изображён распятый Гавриил. Крест укреплён в корыте, в которое струйками стекает кровь из ран от гвоздей в руках, ногах и из исколотого тела (собранная кровь — для дальнейшего использования в изуверских ритуалах). Всё тело Гавриила в кровавых пятнах, рубашка спущена до пояса, корыто помещено на подставке. На полу лежат молоток, клещи, два ножа — один из которых с острым концом.
В 1793 году при втором разделе Польши Слуцк вошёл в состав Российской империи как уездный город Минской губернии. В конце XIX века почитание Гавриила благодаря мероприятиям епархиального начальства получило особое распространение в Литовской и Гродненской епархиях; в 1893 году было предписано иметь иконы Гавриила во всех церквах епархий; в 1894 году была устроена часовня на предполагаемом месте хаты Петра Говделя в Зверках, и был учрежден ежегодный крестный ход из Заблудова в Зверки 20 апреля; в 1895 году была освящена церковь во имя Слуцкого мученика в местечке Друскениках Гродненского уезда. До 1903 года Гавриил Белостокский считался почитаемым усопшим. В 1903 году Святейший Синод включил имя Гаврила в «Верный месяцеслов всех русских святых, чтимых молебнами и торжественными литургиями общецерковно и местно, составленный по донесениям Святейшему Синоду преосвященных всех епархий в 1901—1902 годах» и назначил ему общецерковное празднование 20 апреля. «Служба Святому мученику младенцу Гавриилу, в лето Господне 1690-е от иудей умученному в Белостоке граде, егоже нетленныя мощи во граде Слуцке доднесь почивают» появилась в 1908 году (составлена архиепископом Волынским и Житомирским Антонием). По мнению М. Ф. Паозерского, служба младенцу имеет погромный характер, «умученный жидами» младенец был незаменимым орудием для раздувания национальной вражды, к которому прибегали последние Романовы для поддержания своего шатавшегося уже трона.
В 1915 году священник Иоанн Восторгов выставил фрагмент мощей Гавриила для поклонения в Соборе Василия Блаженного в Москве. В 1919 году ряд клириков собора за совершение молебнов перед этими мощами были привлечены «революционным судом» к уголовной ответственности по обвинению в «человеконенавистнической агитации».
Я. Харкевич и В. Н. Черепица в статье в Православной энциклопедии указывают, что Гавриил Белостокский почитается как покровитель детей, его память совершается 20 апреля (3 мая) и 9 (22) мая.
В церковных источниках сообщалось о многочисленных случаях исцеления от мощей Гавриила.

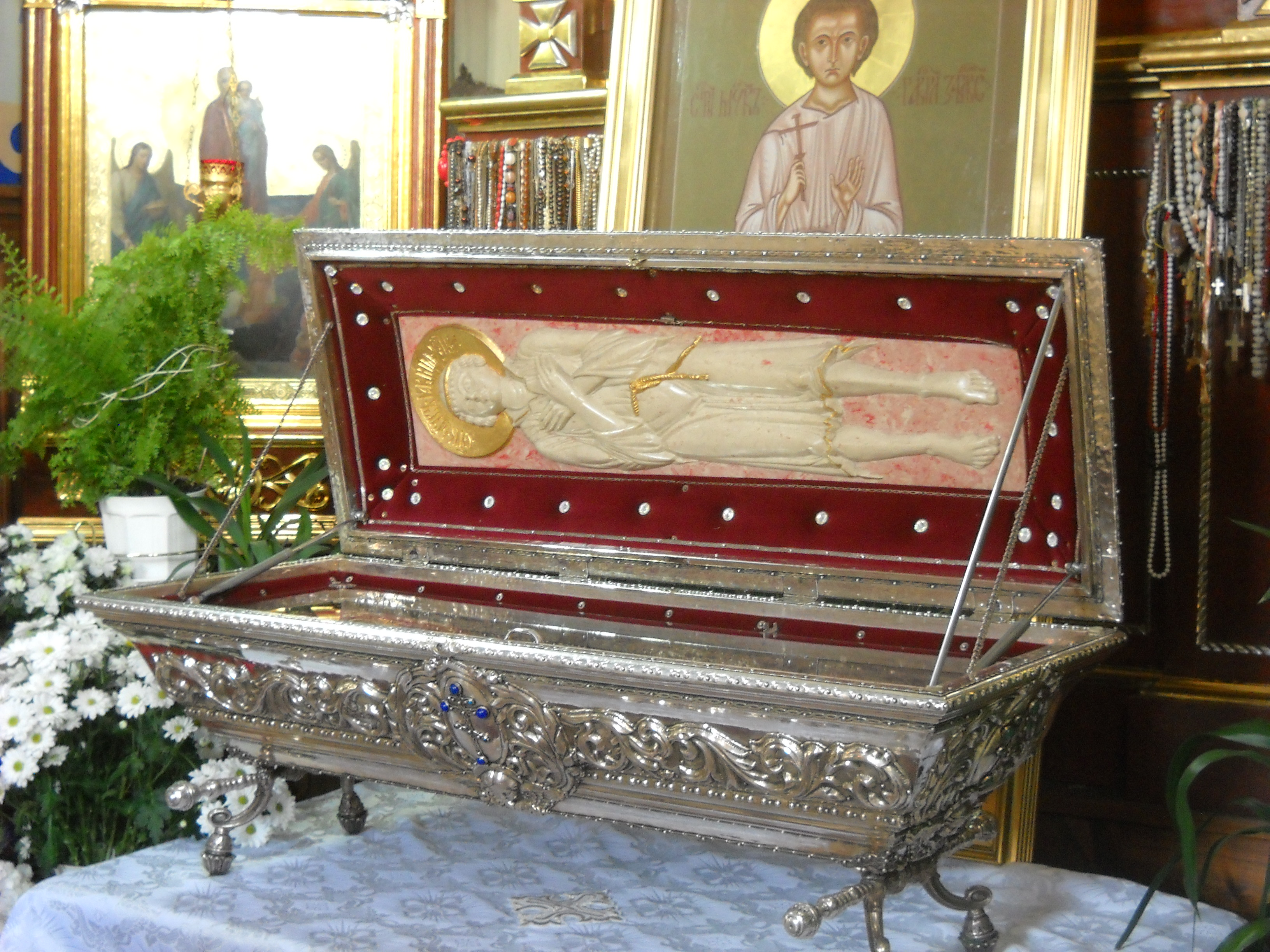
Рака с мощами мученика Гавриила.
Белостокский собор Николая Чудотворца

## История культа в XX веке

### В начале века
В 1908 году часть мощей Гавриила была перенесена из Слуцка в Жировичский монастырь.
В 1911 году на суде по «делу Бейлиса» обвинение предъявляло мощи Гавриила как аргумент со своей стороны.

### Во время Второй мировой войны
Почитание Гавриила Белостокского было восстановлено нацистами совместно с белорусскими и польскими коллаборационистами в период немецкой оккупации Беларуси. Его мощи из Музея атеизма были перенесены в кафедральный Преображенский собор Минска. В селе Заблудове на деньги оккупационных немецких властей была построена церковь, где разместили часть мощей.
В 1944 году при отступлении гитлеровцы помогли организовать перевозку мощей из Минска в Гродно в церковь Покрова Божией Матери, где они находились в подвале до 1992 года.

### После распада СССР
В 1992 году по благословению Патриаршего экзарха Беларуси митрополита Филарета мощи были переданы Польской православной церкви. Архиепископ Белостокско-Гданьский Савва (Грыцуняк) (ставший в 1998 году предстоятелем Польской православной церкви) торжественно перенёс их в Свято-Никольский собор Белостока, где они и ныне являются объектом паломничества. В деревне Зверки действует женский монастырь Рождества Пресвятой Богородицы, где построена церковь во имя Гавриила Белостокского, которая является местом паломничества как для Русской, так и для Польской православных церквей.
В августе 2012 года патриарх Кирилл во время визита в Польшу поклонился мощам Гавриила Белостокского.

## Гимнография

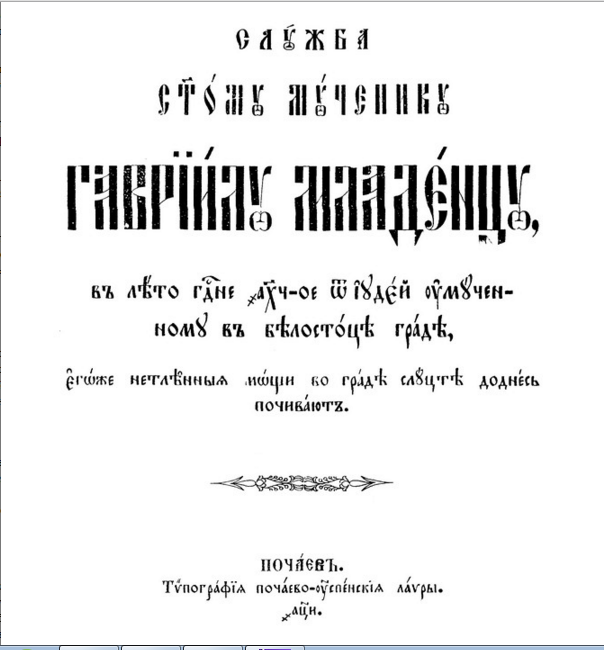
«Слу́жба свято́му му́ченику Гавріи́лу младе́нцу, въ лѣ́то Госпо́дне 1690-е отъ іуде́й уму́ченному въ Бѣлосто́цѣ гра́дѣ». Типография Почаевской лавры. 1908

В 1855 году была составлена молитва мученику Гавриилу — игуменом Модестом, ректором Слуцкой семинарии. Филарет (Гумилевский) в книге «Русские святые, чтимые всей Церковью или местно: Опыт описания жизни их» (1865) цитирует кондак Гавриилу. Кондак и тропарь Гавриилу написаны архимандритом Слуцкого монастыря Досифеем (Голяховским). Служба написана позже, в 1908 году (автор — Антоний (Храповицкий)). Название её — «Слу́жба свято́му му́ченику Гавріи́лу младе́нцу, въ лѣ́то Госпо́дне 1690-е отъ іуде́й уму́ченному въ Бѣлосто́цѣ гра́дѣ», она была напечатана в 1908 году в типографии Почаевской лавры. Эта служба помещена в Апрельскую Минею (20 апреля). Минеи изданы по благословению патриарха Алексия II в 2002 году — второе издание; ранее эти же Минеи были изданы в 1978—1989 годах — первое издание. Служба Гавриилу в Минеи — полиелейная.
2-я стихира на «Господи воззвах», глас 2-й:
Стека́ется собо́рище іуде́йское,* отъ Бре́ста же и Бѣлосто́ка,* да непоро́чнаго младе́нца му́камъ преда́стъ.* О, беззако́нныхъ, о, невѣ́рныхъ!* Сего́ непротивле́ніемъ не вразуми́вшихся,* и младе́нческую кро́вь до конца́ истощи́вшихъ,* и роди́тели того́ обезча́дствовавшихъ,* но мы́, свята́го му́ченика благоговѣ́йно почита́юще,* того́ дне́сь призове́мъ въ моли́тву,* о е́же такова́го жестосе́рдія на́мъ изба́витися* и спасти́ся душа́мъ на́шимъ.
Тропарь, глас 5-й:
Святы́й младе́нче Гаврии́ле, ты за Прободе́ннаго нас ра́ди от иуде́й лю́те от о́нех же в ре́бра прободе́н был еси́ и за Истощи́вшаго кровь Свою́ за нас, все те́ло твое́ на истоще́ние кро́ве в лю́тыя я́звы пре́дал еси́, ны́не же во сла́ве ве́чней с Ним всели́лся еси́. Тем помяни́ и нас, мо́лим, зде чту́щих па́мять твою́, прося́ нам здра́вие телеси́ и спасе́ние душа́м на́шим.
Кондак, глас 6-й:
Оте́чество твое́ Зверки́ бысть, му́чениче Христо́в Гаврии́ле, иде́же от и́стых звере́й – иуде́ев восхище́н: а́бие родителе́й лише́н еси́, та́же вся поря́ду лю́те претерпе́в, в оте́чество Небе́сное пресели́лся еси́. Восхища́й и нас зде от вся́ких напа́стей и скорбе́й и умоли́, мо́лим тя, улучи́ти ве́чное насле́дие твое́.

## Церкви в честь Гавриила
В честь Гавриила освящено несколько храмов:

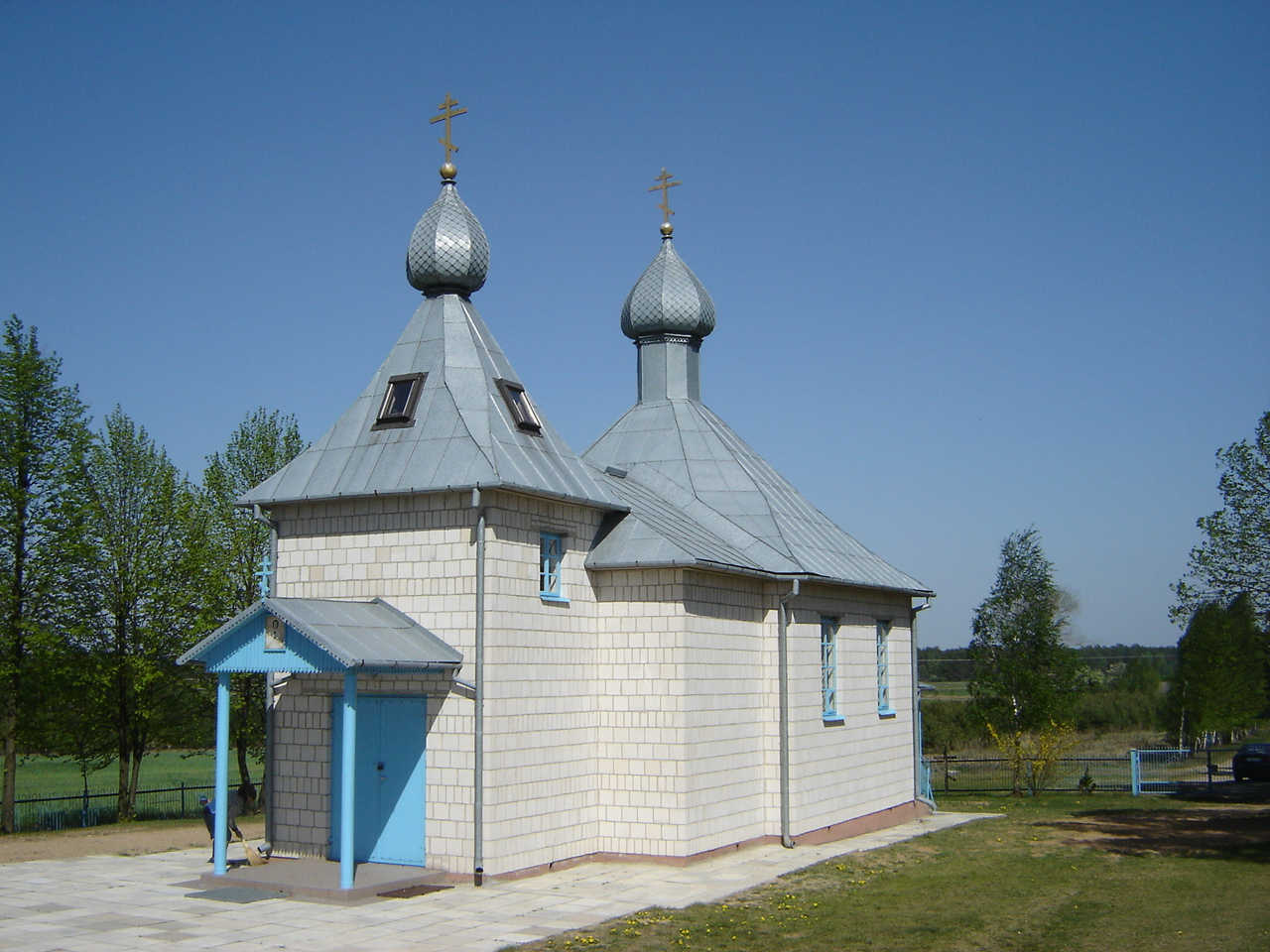
Кладбищенская церковь Гавриила Заблудовского[пол.]. Малинники[пол.]
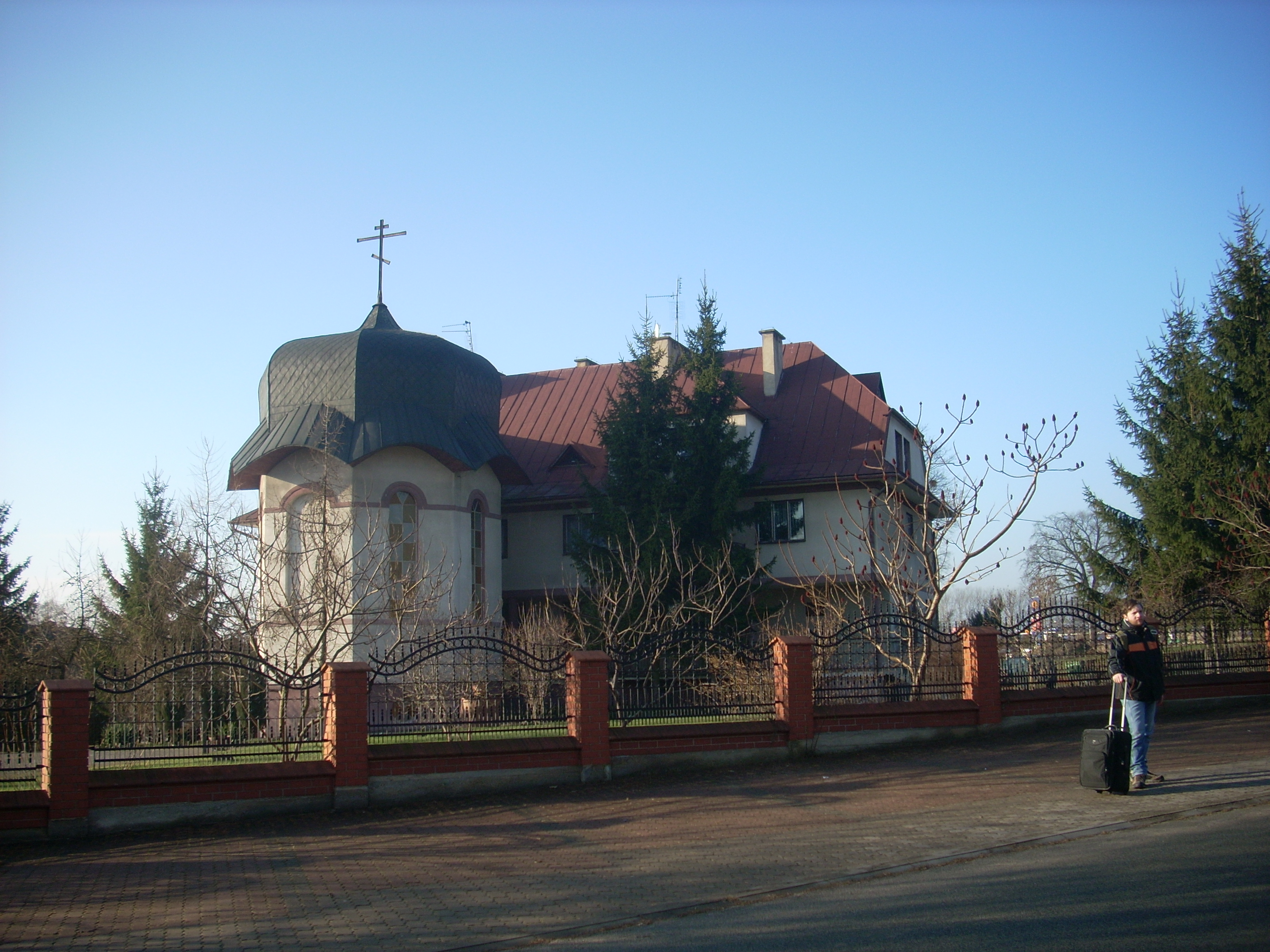
Часовня крестильная Гавриила Заблудовского. Семятыче
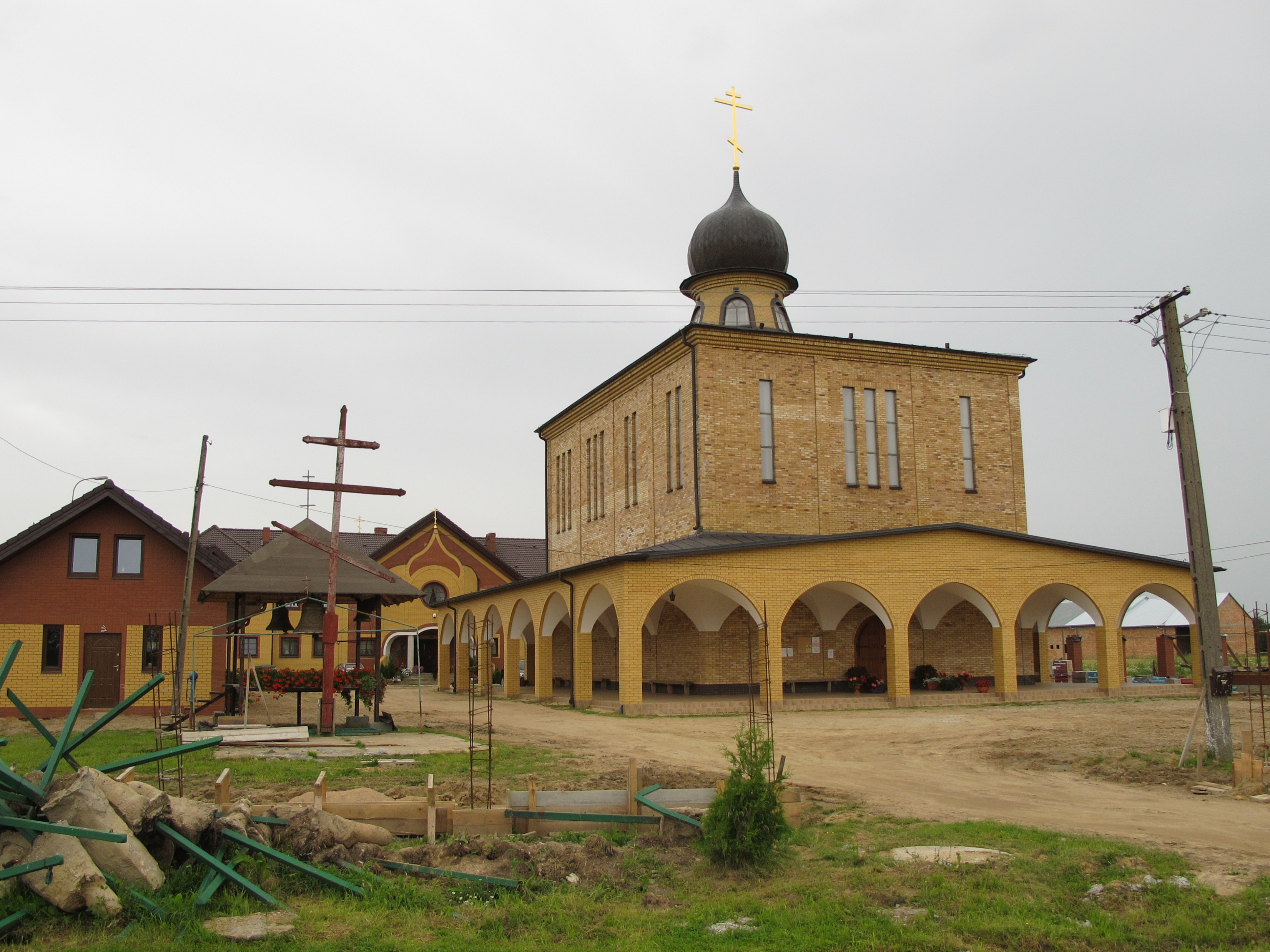
Церковь Гавриила Заблудовского монастыря Рождества Пресвятой Богородицы[пол.]. Зверки[пол.]

## Судебное дело об антисемитской агитации, связанное с мощами Гавриила
В 1919 году в Москве было возбуждено судебное дело об антисемитской агитации в соборе Василия Блаженного в связи с обнаружением в нём усыпальницы «мученика Гавриила». 26 октября 1919 года собор Василия Блаженного посетили члены РКП(б) командиры Первых московских пулемётных курсов РККА Антонов и Баскаков с просьбой показать им достопримечательности. Сторожиха Мошкова на нижнем этаже собора показала им усыпальницу-ящик и рассказала, что «Здесь находится половина мощей отрока Гавриила, которого евреи зарезали. Ведь им нужна русская кровь… Они её пьют. Наши все священники это знают и нам сказывали. Это дело изучил наш священник, протоиерей Кузнецов. Сам протоиерей мне это сказывал». 27 октября 1919 года собор посетила выпускница Петроградского университета Клемент, которой сторож Мошков сказал, что «Отрок Гавриил замучен жидами… Они его убили и из жилы кровь пили. Прежде были писанные листки. Мощи привозные».
После рака с мощами была вскрыта, и была произведена медицинская экспертиза этих мощей при участии профессоров Первого Московского государственного университета по кафедре анатомии — Рождественского, по кафедре химии — Терентьева, судебного врача Москвы Петра Семеновского. Они заключили, что найденная кость (в 2,5 см ширины и 3,7 см длины) есть правая боковая часть затылочной кости человека; они предположили, что она принадлежала ребёнку; установить давность этой кости не представлялось возможным.
17 ноября 1919 года на суде было выяснено, что во время Первой мировой войны в собор неизвестным епископом из Польши были привезены мощи Гавриила. Настоятель Иоанн Восторгов поставил раку с мощами в храме, украсил её цветами, служил возле неё молебны и произносил антисемитские проповеди. При Временном правительстве протоиерея Восторгова вызывали к себе министр государственного призрения Всероссийского временного правительства Николай Кишкин и министр юстиции России Павел Малянтович и убеждали его не произносить погромных речей, однако их уговоры не помогли. Кроме того, в соборе открыто распространялись листовки Восторгова радикально черносотенного и контрреволюционного содержания. В качестве обвинителя на судебном процессе выступил заместитель народного комиссара юстиции Пётр Красиков. Было выяснено, что священники собора Кузнецов и Ковалевский служили молебны перед мощами, а на ковчеге с мощами написан тропарь, глас 5, и кондак, глас 6, Гавриилу.
Суд постановил: «Протоиерея гр. Кузнецова и настоятеля гр. Ковалевского лишить свободы сроком на пять лет», однако в своём же постановлении суд к ним применил амнистию, оставив в силе условное лишение свободы; супруги-сторожа Мошковы были приговорены к одному году условно. По постановлению суда ящик с мощами Гавриила был отправлен в Уголовный музей при Главмилиции. По отношению к тропарю и кондаку суд вынес следующее постановление:
Употребление тропаря гл. 5 и кондака гл. 6 в честь отрока Гавриила, как определенно человеконенавистнического и контрреволюционного характера, развращающего правосознание трудящихся, считать недопустимыми, и лиц, их публично употребляющих, привлекать к ответственности за контрреволюционные деяния, о чем оповестить через Народный комиссариат юстиции в его объявлениях.

## Критика почитания
Почитание Гавриила Белостокского подвергается критике как пример кровавого навета на евреев и пропаганды антисемитизма, так как описанные пытки и человеческие жертвоприношения противоречат базовым положениям иудаизма.
В 1823 году следователям, занимавшимся «Велижским делом», не удалось найти никаких архивных материалов по истории Гавриила. Александр Панченко полагает, что легенда о Гаврииле не имела под собой реальной основы и была сконструирована в 1720-х годах после нахождения мощей.
Религиовед Н. С. Гордиенко писал о культе Гавриила:
На провоцирование шовинистических чувств у православной части населения царской России был рассчитан также культ «отрока Гавриила».
«Житие отрока-мученика Гавриила» использовалось шовинистами всех мастей и оттенков, особенно черносотенными монархистскими организациями, провоцировавшими в годы политической реакции еврейские погромы. Именно этим житием вдохновлялась царская охранка, сфабриковавшая в 1911 году пресловутое «дело Бейлиса» — обвинение еврея — служащего кирпичного завода в Киеве в изуверском убийстве с ритуальными целями русского православного мальчика Андрея Ющинского. Сравнивая последнего с отроком Гавриилом, черносотенцы и их духовные покровители в рясах требовали самого строгого наказания ни в чём не повинного Бейлиса. И лишь вмешательство прогрессивной общественности России предотвратило расправу. Следствие, тянувшееся свыше двух лет, не представило доказательств вины и суд присяжных в конце концов признал Бейлиса невиновным.
Однако и после провала «дела Бейлиса» черносотенное духовенство царской России продолжало проводить параллели между Андреем и Гавриилом, открыто сожалея о том, что не удалось пополнить «сонм православных святых» новым «мучеником за веру», который бы мог стать ещё одним знаменем политической реакции.
Всё это хорошо известно идеологам современного русского православия. И тем не менее они продолжают прославлять «святого младенца» Гавриила (см.: ЖМП, 1967, № 11, с. 36), а стало быть, признают истинными все те же шовинистические вымыслы, которыми переполнено его житие и на основании которых он был канонизирован церковью.
В 1975 году Александр Мень выражал надежду, что Гавриил Белостокский и некоторые другие будут когда-нибудь деканонизированы: «Я надеюсь, что эти святые будут деканонизированы. Процессы деканонизации известны русскому православию».
На официальном портале Белорусской православной церкви в статье, посвящённой Гавриилу Белостокскому, имеется примечание, в котором говорится: «Православная церковь осознает, что кровавый навет долгие годы являлся поводом для политических интриг и спекуляций с целью подхлестнуть гонения на сторонников иудейской веры», «для евреев, строго соблюдающих закон Моисеев, кровь является столь же запретной, как и для христиан». Таким образом, убийство Гавриила Белостокского приписывается не иудеям, а некой еврейской «секте фанатиков-изуверов», а Белорусская православная церковь высказывается в пользу отказа от традиционных антисемитских обвинений.
Еврейские организации бывшего СССР обратили внимание на возрождение в Беларуси почитания Гавриила Белостокского ещё в 1997 году.
После поездки по бывшему Советскому Союзу в 1997 году директор Бюро по правам человека и соблюдению законности в бывшем Советском Союзе, президент Американской ассоциации евреев из бывшего СССР Леонид Стонов в связи с возрождением интереса к культу направил письменные запросы директору Белтелерадиокомпании Георгию Киселю и президенту Беларуси Александру Лукашенко. В запросах были обоснованы опасения по поводу развития в Беларуси антисемитизма и разъяснялась абсурдность обвинений евреев в ритуальных убийствах.
Возрождение почитания Гавриила Белостокского упоминается как нарушение религиозных свобод в докладах Конгресса США по антисемитизму в
2003, 2004, 2005 и 2006 годах, а также подкомитета Конгресса США по иностранным делам. Эти материалы были также переданы в ООН.
Федерация еврейских общин России (ФЕОР) направила письмо главе ВГТРК с просьбой объяснить появление на канале «Россия 24» истории о Гаврииле Белостокском. Сотрудники ФЕОР назвали историю убийства младенца Гавриила «средневековой мифологией» и выразили удивление, «каким образом в наше время в таком крупном и серьёзном СМИ, как „Россия 24“, возможно воспроизводить без какого-либо внятного комментария средневековую мифологию, которая уже не раз в прошлом служила причиной массовых убийств и погромов еврейского населения и была многократно опровергнута, в том числе самими представителями церкви».

## Похожие случаи
Англиканская церковь в 1966 году отменила как основанное на злонамеренной мистификации почитание местночтимого британского католического святого Хью Линкольнского.
Аналогично поступил в 1965 году Второй Ватиканский собор, отменивший почитание Симона Трентского как пример кровавого навета в католицизме, и удаливший его имя из мартирологии римско-католической епархии Тренто.
В конце XX века в связи с явным антисемитизмом жизнеописания делались неоднократные попытки деканонизации Евстратия Печерского — как по просьбам еврейских общин, так и самими христианами.